# Laurent Boyet
Ne doit pas être confondu avec Laurent Boyer.
Laurent Boyet, né le 18 juin 1971 à Perpignan, Pyrénées-Orientales, est le président de l'association Les Papillons,. Il est membre de la Ciivise,,.

## Biographie

### Jeunesse et formation
Originaire de Perpignan, ancien capitaine de police à Versailles puis au Perthus, il est abusé sexuellement par son frère avant de fonder l'association Les Papillons,,. En 2024, une maison des Papillons ouvre dans les Pyrénées-Orientales,.

### Carrière
En décembre 2023, il retire son titre d'ambassadeur à Pierre Richard signataire d'une tribune de soutien à l'acteur Gérard Depardieu,.
En 2024, à la suite de l'éviction du juge des enfants Édouard Durand, sa nouvelle vice-présidente. Caroline Rey-Salmon, pédiatre aux urgences médico-judiciaires pour mineurs de l’Hôtel-Dieu à Paris, est accusée d'« agression sexuelle par personne abusant de l'autorité que lui confère sa fonction » avant d'être mise en retrait. Laurent Boyet propose d'introduire la notion de consentement du patient.
Puis il conteste la légitimité des parents à fouiller les téléphones portables de leurs enfants.